# Artena rubida
Artena rubida är en fjärilsart som beskrevs av Walker 1864. Artena rubida ingår i släktet Artena och familjen nattflyn. Inga underarter finns listade i Catalogue of Life.